# Partia Narodowo-Liberalna (Rumunia)
Partia Narodowo-Liberalna (rum. Partidul Național Liberal, PNL) – rumuńska partia polityczna o profilu konserwatywno-liberalnym. PNL należała do Partii Porozumienia Liberałów i Demokratów na rzecz Europy, w 2014 przeszła do Europejskiej Partii Ludowej.

## Historia

### Lata 1990–2014
Partia Narodowo-Liberalna powstała 15 stycznia 1990 w okresie przemian politycznych w Rumunii. Nawiązywała do PNL działającej od 1875 i zlikwidowanej przez komunistów w 1947. Pierwszym przewodniczącym został Radu Câmpeanu, który wystartował w wyborach prezydenckich jako jeden z dwóch konkurentów Iona Iliescu, otrzymując poparcie na poziomie 10,6% głosów. W tym samym roku ugrupowanie uzyskało reprezentację w obu izbach parlamentu.
Jeszcze w 1990 z partii odeszła grupa działaczy, tworząc PNL-Aripa Tânără. W listopadzie 1991 PNL dołączyła do koalicyjnej Rumuńskiej Konwencji Demokratycznej, opuściła ją jednak już w kwietniu 1992. Doprowadziło to do rozłamu i powstania nowego ugrupowania – PNL-Konwencji Demokratycznej, które pozostało w CDR. Startująca samodzielnie w 1992 do parlamentu Partia Narodowo-Liberalna nie przekroczyła wyborczego progu. W 1993 na czele stronnictwa stanął Mircea Ionescu-Quintus, odsunięty od władzy Radu Câmpeanu utworzył wówczas nową partię pod nazwą PNL-Câmpeanu.
W grudniu 1995 liberałowie powrócili do Rumuńskiej Konwencji Demokratycznej. Koalicja ta wygrała wybory prezydenckie i parlamentarne w 1996, a przedstawiciele PNL weszli w skład rządu. W 2000 partia wystawiła własne listy wyborcze, a jej kandydat na prezydenta, Theodor Stolojan, zajął 3. miejsce z wynikiem 11,8% głosów.
Przez kolejne cztery lata PNL pozostawała w opozycji wobec rządów socjaldemokratów. W 2002 przyłączył się do niej Sojusz na rzecz Rumunii, w 2003 PNL-Câmpeanu i Związek Sił Prawicy. Wcześniej w 1998 liberałowie wchłonęli część dawnych środowisk rozłamowych i Partię Sojuszu Obywatelskiego. W 2004 kierownictwo w PNL objął Călin Popescu-Tăriceanu. Został jednym z liderów centroprawicowej koalicji Sojusz Prawdy i Sprawiedliwości. Po zwycięstwie Traiana Băsescu z sojuszniczej Partii Demokratycznej w wyborach prezydenckich lider PNL w grudniu 2004 objął urząd premiera, który sprawował do grudnia 2008. W międzyczasie narastał konflikt z prezydentem, co doprowadziło do rozpadu koalicji rządowej i opuszczenia jej przez demokratów. Zwolennicy współpracy z PD (m.in. byli przewodniczący Valeriu Stoica i Theodor Stolojan) opuścili PNL, tworząc Partię Liberalno-Demokratyczną.
W 2008 PNL przeszła do opozycji. W 2009 dotychczasowego lidera pokonał Crin Antonescu, który wystartował następnie jako reprezentant PNL w wyborach prezydenckich, otrzymując 20,0% głosów (3. miejsce).
W 2011 PNL wraz z opozycyjnymi Partią Socjaldemokratyczną i Partią Konserwatywną zawiązała sojusz pod nazwą Unia Socjalno-Liberalna. W 2012 po upadku kolejnych rządów centroprawicowych USL przejął władzę, a uzupełniony o Narodowy Związek na rzecz Rozwoju Rumunii sojusz zdecydowanie zwyciężył w wyborach parlamentarnych w tym samym roku.

### Od 2014
W lutym 2014 liberałowie zerwali koalicję, opuszczając rząd Victora Ponty. W czerwcu nowym przewodniczącym PNL z poparciem Crina Antonescu został Klaus Iohannis. W lipcu zwolennicy współpracy z lewicą skupieni wokół Călina Popescu-Tăriceanu dokonali rozłamu, tworząc Partię Liberalno-Reformatorską. W sierpniu 2014 Klaus Iohannis został przedstawiony jako oficjalny kandydat na prezydenta z ramienia Sojuszu Liberalno-Chrześcijańskiego, który utworzyły PNL i Partia Demokratyczno-Liberalna. Wybory prezydenckie z listopada zakończyły się jego zwycięstwem.
17 listopada 2014 PDL podjęła formalną decyzje o zjednoczeniu się ze swoim koalicjantem pod odnowionym szyldem Partii Narodowo-Liberalnej. W listopadzie 2015 PNL wsparła techniczny gabinet, na czele którego stanął Dacian Cioloș. W wyborach parlamentarnych w 2016 ugrupowanie zajęło drugie miejsce, przegrywając z socjaldemokratami.
W listopadzie 2019 liberałowie powrócili do władzy – parlament, po uchwaleniu w poprzednim miesiącu wotum nieufności dla gabinetu socjaldemokratów, zagłosował za nowym rządem, na czele którego stanął lider PNL Ludovic Orban. W marcu 2020 PNL utworzyła nowy gabinet swojego lidera. Ludovic Orban ustąpił z funkcji premiera w grudniu tegoż roku po tym, jak jego partia w wyborach parlamentarnych zajęła 2. miejsce za odsuniętą od władzy PSD.
PNL pozostała przy tym u władzy. W tym samym miesiącu zawarła koalicję z sojuszem USR-PLUS oraz z partią UDMR, współtworząc rząd, na czele którego stanął jej przedstawiciel Florin Cîțu. We wrześniu 2021, w trakcie kryzysu politycznego związanego z rozpadem koalicji rządowej, premier został nowym przewodniczącym partii, pokonując dotychczas kierującego PNL Ludovika Orbana. W listopadzie 2021 Ludovic Orban został wykluczony z PNL, zapowiedział wówczas utworzenie nowego ugrupowania politycznego. W tym samym miesiącu partia porozumiała się z Partią Socjaldemokratyczną i UDMR; funkcję premiera objął związany z PNL Nicolae Ciucă.
W marcu 2022 do PNL przyłączył się Sojusz Liberałów i Demokratów. W następnym miesiącu Florin Cîțu ustąpił z funkcji przewodniczącego partii. W kwietniu 2022 na czele ugrupowania stanął premier Nicolae Ciucă. W czerwcu 2023 ugrupowanie współtworzyło rząd, na czele którego stanął Marcel Ciolacu z PSD. Lider PNL ubiegał się o prezydenturę w listopadzie 2024, zajmując w pierwszej turze 5. miejsce z wynikiem 8,8% głosów. W tym samym miesiącu ustąpił z funkcji przewodniczącego partii. W wyborach parlamentarnych z grudnia 2024 PNL zajęła trzecie miejsce. Również w grudniu tegoż roku PNL dołączyła do koalicji tworzącej drugi gabinet Marcela Ciolacu.
W wyborach prezydenckich w 2025 (rozpisanych na skutek unieważnienia poprzednich wyborów przed drugą turą) PNL wraz z innymi koalicjantami wsparła swojego byłego lidera Crina Antonescu, który przegrał w pierwszej turze głosowania (3. miejsce z wynikiem 20,1% głosów). W czerwcu 2025 przedstawiciel PNL Ilie Bolojan stanął na czele nowego koalicyjnego gabinetu.

## Przewodniczący
- 1990–1993: Radu Câmpeanu
- 1993–2001: Mircea Ionescu-Quintus
- 2001–2002: Valeriu Stoica
- 2002–2004: Theodor Stolojan

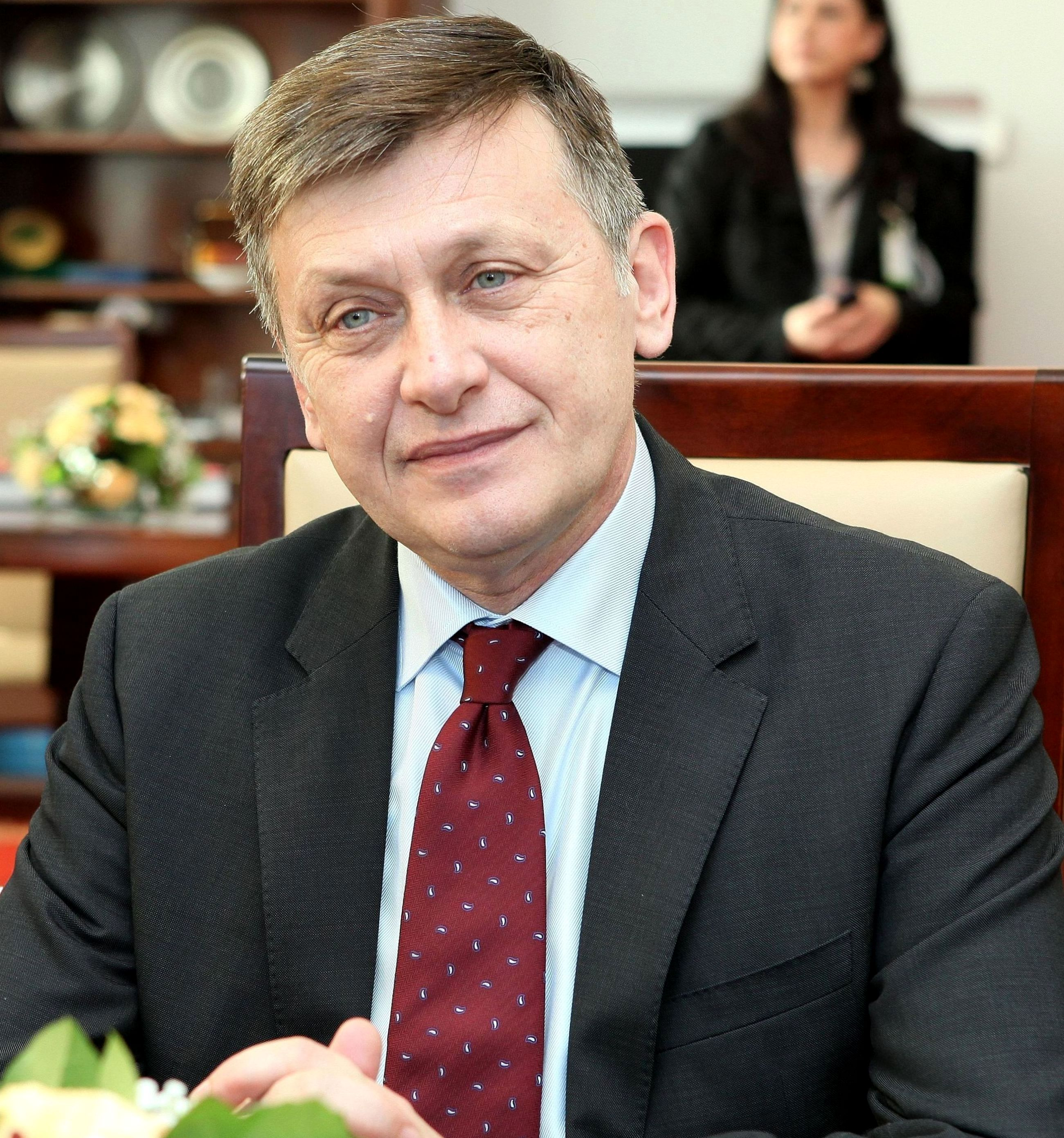
Crin Antonescu

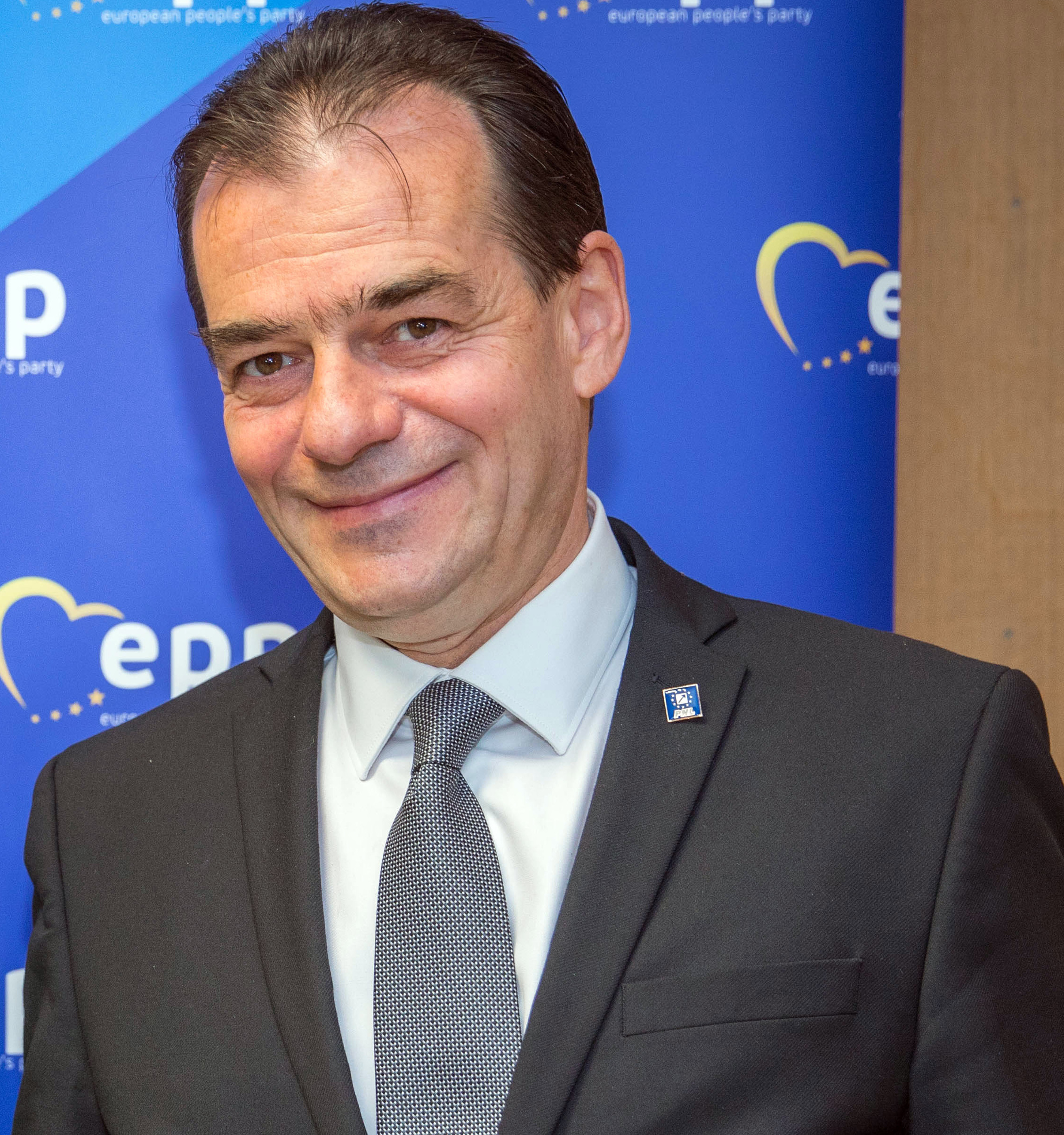
Ludovic Orban

- 2004–2009: Călin Popescu-Tăriceanu
- 2009–2012: Crin Antonescu[3]
- 2012–2012: Daniel Chițoiu (p.o.)[36]
- 2014–2014: Crin Antonescu
- 2014–2014: Klaus Iohannis
- 2014–2016: Alina Gorghiu[3] i Vasile Blaga jako współprzewodniczący
- 2016–2016: Alina Gorghiu
- 2016–2017: Raluca Turcan (p.o.)
- 2017–2021: Ludovic Orban[37]
- 2021–2022: Florin Cîțu[22]
- 2022–2022: Gheorghe Flutur (p.o.)[38]
- 2022–2024: Nicolae Ciucă[27][30]
- 2024–2025: Ilie Bolojan (p.o.)[30][39]
- 2025: Cătălin Predoiu (p.o.)[39]
- 2025: Ilie Bolojan (p.o.)[40]
- od 2025: Ilie Bolojan[41]

## Wyniki wyborów
Wybory parlamentarne
- 1990[5]
  - Izba Deputowanych: 6,4% głosów i 29 mandatów
  - Senat: 7,1% głosów i 10 mandatów
- 1992[5]
  - Izba Deputowanych: 2,6% głosów i 0 mandatów
  - Senat: 2,1% głosów i 0 mandatów
- 1996[5]
  - Izba Deputowanych: 30,2% głosów i 122 mandaty dla koalicji CDR (25 dla PNL)
  - Senat: 30,7% głosów i 53 mandaty dla koalicji CDR (17 dla PNL)
- 2000[5]
  - Izba Deputowanych: 6,9% głosów i 30 mandatów
  - Senat: 7,5% głosów i 13 mandatów
- 2004[42][1]
  - Izba Deputowanych: 31,5% głosów i 112 mandatów dla koalicji AD (48 dla PD)
  - Senat: 31,8% głosów i 49 mandatów dla koalicji AD
- 2008[43]
  - Izba Deputowanych: 18,6% głosów i 65 mandatów
  - Senat: 18,7% głosów i 28 mandatów
- 2012[44]
  - Izba Deputowanych: 58,6% głosów i 273 mandaty dla koalicji USL (100 dla PNL)
  - Senat: 61,1% głosów i 122 mandaty dla koalicji USL (50 dla PNL)
- 2016[17]
  - Izba Deputowanych: 20,0% głosów i 69 mandatów
  - Senat: 20,4% głosów i 39 mandatów
- 2020[45][46]
  - Izba Deputowanych: 25,2% głosów i 93 mandaty
  - Senat: 25,6% głosów i 41 mandatów
- 2024[31]
  - Izba Deputowanych: 13,2% głosów i 49 mandatów
  - Senat: 14,3% głosów i 22 mandaty

Wybory do Parlamentu Europejskiego
- 2007: 13,4% głosów i 6 mandatów
- 2009: 14,5% głosów i 5 mandatów[47]
- 2014: 15,0% głosów i 6 mandatów[48]
- 2019: 27,0% głosów i 10 mandatów[49]
- 2024: 48,6% głosów i 19 mandatów dla koalicji PSD-PNL (8 dla PNL)[50][51]